# Ohijská státní univerzita

Univerzitní logo

Ohijská státní univerzita (anglicky Ohio State University, zkráceně OSU) je veřejná výzkumná univerzita ve městě Columbus v Ohiu. Byla založena roku 1870 a v současnosti je počtem studentů třetí největší univerzitní kampus ve Spojených státech. V rámci U.S. News & World Report je hodnocena jako nejlepší veřejná univerzita ve státě Ohio a řadí se mezi 130 nejlepších světových univerzit a 60 nejlepších univerzit v USA.